# Контрада Кроче (Месина)
Контрада Кроче је насеље у Италији у округу Месина, региону Сицилија.
Према процени из 2011. у насељу је живело 75 становника. Насеље се налази на надморској висини од 122 м.